# Cornucoquimba
Cornucoquimba is een geslacht van kreeftachtigen uit de klasse van de Ostracoda (mosselkreeftjes).

## Soorten
- Cornucoquimba alata Tabuki, 1986 †
- Cornucoquimba aligera Ohmert, 1968 †
- Cornucoquimba carmensilvaensis Echevarria, 1987 †
- Cornucoquimba conulata Ramos, 1996
- Cornucoquimba decorata Ramos, 1996
- Cornucoquimba digitiformis Hu & Tao, 2008
- Cornucoquimba diminuta Ramos, 1996
- Cornucoquimba equiseta Hu & Tao, 2008
- Cornucoquimba famuia Hu & Tao, 2008
- Cornucoquimba feijann Hu & Tao, 2008
- Cornucoquimba fuchieni Hu & Tao, 2008
- Cornucoquimba gibba (Hu, 1976)
- Cornucoquimba granuloides Hu & Tao, 1986 †
- Cornucoquimba inrlexicostata Hao (Yi-Chun) in Ruan & Hao (Yi-Chun), 1988
- Cornucoquimba irregularis (Hartmann, 1962) Ohmert, 1968
- Cornucoquimba kianofei (Hu, 1984) Ruan & Hao (Yi-Chun), 1988 †
- Cornucoquimba kyokoae Tanaka in Tanaka & Hasegawa, 2013 †
- Cornucoquimba lashiar Hu & Tao, 2008
- Cornucoquimba leizhouensis Gou in Gou, Zheng & Huang, 1983 †
- Cornucoquimba miifeyi Hu & Tao, 2008
- Cornucoquimba moniwensis (Ishizaki, 1966) Hanai et al., 1977 †
- Cornucoquimba nana Ramos, 1996
- Cornucoquimba naturalis Hu & Tao, 2008
- Cornucoquimba nodosa (Hu & Yang, 1975)
- Cornucoquimba ramosae Coimbra & Carmo, 2002
- Cornucoquimba reticulata Ramos, 1996
- Cornucoquimba rugosa Ikeya & Hanai, 1982
- Cornucoquimba saitoi (Ishizaki, 1963) Hanai et al., 1977 †
- Cornucoquimba shimajiriensis Nohara, 1987 †
- Cornucoquimba shyushuhi Hu & Tao, 2008
- Cornucoquimba simplex (Hu, 1978) Hu, 1984 †
- Cornucoquimba subgibba (Hu, 1982)
- Cornucoquimba subquadrilateria Hu & Tao, 2008
- Cornucoquimba subtropica (Hu, 1976) Hanai, Ikeya & Yajima, 1980 †
- Cornucoquimba tosaensis (Ishizaki, 1968) Hanai et al., 1977
- Cornucoquimba transversalis Hu, 1986 †
- Cornucoquimba tzouchii Hu & Tao, 2008
- Cornucoquimba yajimae Nohara, 1981 †